# Ljubov Volosova
Ljubov Michajlovna Volosova (ryska: Любовь Михайловна Волосова), född 16 augusti 1982 i Ryssland, är en rysk brottare som tog OS-brons i mellanviktsbrottning vid de olympiska brottningstävlingarna 2012 i London. 